# Кристофър Нолан
Сър Кристофър Едуард Нолан, CBE (на английски: Christopher Edward Nolan) е британско-американски режисьор, сценарист и продуцент носител на награда „Хюго“, „Британска награда за независимо кино“ и пет награди „Сатурн“. Номиниран е за две награди „Бодил“ и по три награди БАФТА, „Златен глобус“ и „Оскар“. Известни филми режисирани от него са „Мементо“, „Батман в началото“, „Престиж“, „Черният рицар“, „Генезис“ и „Черният рицар: Възраждане“ и „Интерстелар“.
Кристофър Нолан е командор на Британската империя от 2019 г. заради приноса му към филмовата индустрия.

## Биография
Кристофър Нолан е роден на 30 юли 1970 г. в Лондон, Англия. Баща му Брендън Нолан е британец и работи като копирайтър, а майка му Кристина е американка и работи като стюардеса. Той има двама братя Матю и Джонатан Нолан. Кристофър има двойно гражданство – американско и британско. Детството му е разделено в пътувания между Лондон и Чикаго. Кристофър започва да снима аматьорски късометражни филми на седемгодишна възраст, използвайки камерата на баща си и различни екшън фигури. Когато става на единадесет години, решава че иска да се занимава с направата на кинофилми професионално.
Нолан учи първо в независимия колеж „Хейлибъри“ край Хартфорд, Хартфордшър, а след това се записва в специалност английска литература в Университетски колеж Лондон. Избира колежа заради доброто му филмово оборудване. В колежа Кристофър става председател на „Колежанското филмово общество“. Заедно с Ема Томас започват да снимат филми на 35 мм. лента по време на учебната година, а парите, спечелени от тези филми, използват за заснемане на филми на 16 мм. лента по време на лятната ваканция. Сюрреалистичният му късометражен филм „Тарантела“ („Tarantella“), заснет през 1989 г. по време на колежанските му години е показан по обществена телевизионна мрежа PBS, а друг, носещ името „Larceny“, е показан Кеймбриджкия кинофестивал и е смятан за един от най-добрите късометражни филми, заснети в Университетски колеж Лондон.
Кристофър Нолан е женен за продуцентката Ема Томас, която среща в Университетски колеж Лондон. Ема е продуцент на всичките му филми, двамата заедно основават компанията „Синкопи Филмс“ (Syncopy Inc.). Те имат четири деца, семейството им живее в Лос Анджелис, Калифорния.

## Кариера
Нолан получава известност след режисурата на втория си проект „Мементо“ с участието на Гай Пиърс и Кери-Ан Мос, сценария на който пише съвместно с брат си Джонатан Нолан. Двамата продължават да работят заедно по различни сценарии, включително на трилогията „Батман“ и „Престиж“ (2006). Кристофър работи заедно с Уоли Пфистър по първия си проект. Пфистър снима и всички останали филми на Нолан. След като режисира „Опасно безсъние“ (2002, с участието на Робин Уилямс и Ал Пачино), Нолан работи върху идеята да възобнови серия от филми за Батман чрез Warner Bros., като в крайна сметка създава трилогия: „Батман в началото“, „Черният рицар“ и „Черният рицар: Възраждане“.
Оригиналният сценарий на „Генезис“ (2010) отново е от Нолан. Нолан също е работил със сценариста Дейвид Гойър, филмовия монтажист Лий Смит, композиторите Дейвид Джулиан и Ханс Цимер и актьорите Крисчън Бейл, Килиън Мърфи, Том Харди, Кен Уатанабе и Майкъл Кейн.

## Филмография
| Година | Филм                                             | Оригинално заглавие                | Режисьор | Сценарист | Продуцент | Бележки |
| ------ | ------------------------------------------------ | ---------------------------------- | -------- | --------- | --------- | ------- |
| 1998   | Преследване                                      | Following                          | да       | да        | да        |         |
| 2000   | Мементо                                          | Memento                            | да       | да        |           |         |
| 2002   | Опасно безсъние                                  | Insomnia                           | да       |           |           |         |
| 2005   | Батман в началото                                | Batman Begins                      | да       | да        |           |         |
| 2006   | Престиж                                          | The Prestige                       | да       | да        | да        |         |
| 2008   | Черният рицар                                    | The Dark Knight                    | да       | да        | да        |         |
| 2010   | Генезис                                          | Inception                          | да       | да        | да        |         |
| 2012   | Черният рицар: Възраждане                        | The Dark Knight Rises              | да       | да        | да        |         |
| 2013   | Човек от стомана                                 | Man of Steel                       |          | да        | да        |         |
| 2014   | Превъзходство                                    | Transcendence                      |          |           | да        |         |
| 2014   | Интерстелар                                      | Interstellar                       | да       | да        | да        |         |
| 2016   | Батман срещу Супермен: Зората на справедливостта | Batman v Superman: Dawn of Justice |          |           | да        |         |
| 2017   | Дюнкерк                                          | Dunkirk                            | да       | да        | да        |         |
| 2020   | Тенет                                            | Tenet                              | да       | да        | да        |         |
| 2023   | Опенхаймер                                       | Oppenheimer                        | да       | да        | да        |         |
| 2026   | Одисея                                           | The Odyssey                        | да       | да        | да        |         |

## За него
- Jacqueline Furby, Stuart Joy (eds.). The Cinema of Christopher Nolan – Imagining the Impossible (Directors’ Cuts). Wallflower Press, New York 2015, ISBN 0-231-17397-0
- Jörg Helbig, Kristina Köhler, Fabienne Liptay, Jörg Schweinitz (Hrsg.). Film-Konzepte Heft 62: Christopher Nolan. edition text + kritik, München 2021, ISBN 978-3-96707-468-0